# Liste der Bodendenkmale in Döbeln
In der Liste der Bodendenkmale in Döbeln sind die Bodendenkmale der Stadt Döbeln und ihrer Ortsteile nach dem Stand der Auflistung von Klaus Kroitzsch und Harald Quietzsch aus dem Jahr 1984 aufgelistet. Eventuelle Änderungen und Ergänzungen, insbesondere aus der Zeit nach der Wende, sind nicht berücksichtigt, da für Sachsen aktuell keine neueren allgemein zugänglichen Bodendenkmallisten vorliegen. Die Baudenkmale sind in der Liste der Kulturdenkmale in Döbeln aufgeführt.
| Denkmal-ID | Fundart            | Ortsteil  | Bezeichnung              | Zeitstellung            | Lage                                                                                          | Bemerkungen | Bild |
| ---------- | ------------------ | --------- | ------------------------ | ----------------------- | --------------------------------------------------------------------------------------------- | --- | ---- |
| ?          | Befestigung > Burg | Choren    | Wehranlage „Parkberg“    | Slawenzeit              | westlicher Ortsrand, nördlicher Teil des ehemaligen Guts, Park                                | Abschnittswall in Spornlage, größtenteils eingeebnet, nur ein Grabenrest erhalten, Schutz seit 22. Juni 1935, erneuert 1. November 1958 |      |
| ?          | Befestigung > Burg | Döbeln    | Wehranlage „Schlossberg“ | Slawenzeit              | Ostrand der Innenstadt, Felssporn in der Gabelung der Freiberger Mulde                        | ovale Ringwallanlage, durch hochmittelalterliche Burg überbaut, nördliche Außenböschungen erhalten, Schutz seit 8. August 1962          |      |
| ?          | Befestigung > Burg | Hermsdorf | vermutetes Schürffeld    | Mittelalter bis Neuzeit | südöstlich des Orts, nördlich der Schafteiche, Geländesporn über dem Kaiserbach               | Erdaufwürfe und Gruben, früher als Wehranlage gedeutet, Schutz seit 23. Juni 1941, erneuert 1. November 1958                            |      |
| ?          | Befestigung > Burg | Möckwitz  | Wehranlage               | Slawenzeit              | südwestlich des Orts, nördliches Hochufer der Freiberger Mulde, gegenüber der Zschopaumündung | viereckige Anlage, Wallzüge im Osten und Norden erhalten, Schutz seit 27. September 1938, erneuert 1. November 1958                     |      |
| ?          | Befestigung > Burg | Ziegra    | Wehranlage „Schanze“     | Slawenzeit              | westnordwestlich des Orts, Geländesporn am östlichen Hochufer der Zschopau                    | Abschnittswall in Spornlage, umführende Hangbefestigung mit Innengraben, Schutz seit 10. April 1935, erneuert 1. November 1958          |      |
| ?          | besonderer Stein   | Ziegra    | Steinkreuz               | Spätmittelalter         | südsüdwestlich des Orts, Kaiserburg, bei Gut Nr. 93                                           | stand bis 1960 auf der Grenze zwischen Rittergutsacker und Zwanzigacker, Schutz seit 4. Februar 1963                                    |      |